# Werner Lehfeldt

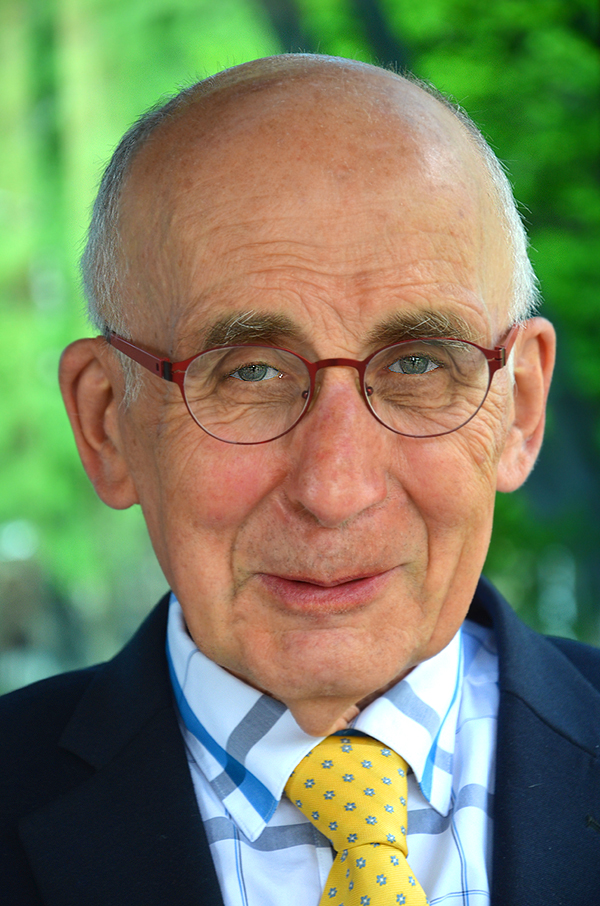
Werner Lehfeldt (Mai 2016)

Werner Lehfeldt (* 22. Mai 1943 in Perleberg) ist ein deutscher Slavist.

## Leben
Werner Lehfeldt besuchte nach der Grundschule zunächst die Goethe-Oberschule in Perleberg und nach seiner Flucht aus der DDR ab 1960 das Ostsee-Gymnasium in Timmendorfer Strand, wo er 1962 das Abitur machte. Ab 1962 studierte er Slavistik an den Universitäten Mainz, Hamburg, Sarajevo und Bochum. An der Universität Bochum wurde er 1967 in den Fächern Slavistik und Geschichte promoviert und dort im selben Jahr Wissenschaftlicher Assistent. 1973 habilitierte er sich in Bochum und wurde 1976 auf den Lehrstuhl Slavistik im Fachbereich Sprachwissenschaft der Universität Konstanz berufen. 1980 lehnte er einen Ruf an die Universität Hamburg ab, 1991 einen Ruf an die Universität Genf, wo er gleichwohl ein Semester lang als Gastprofessor unterrichtete. Zwischen 1979 und 1989 lehrte er auch zehn Semester lang an der Universität Basel sowie zwei Semester lang an der Universität Zürich. 1991 nahm er einen Ruf an die Universität Göttingen an, wo er von April 1992 bis zu seiner Emeritierung am 30. September 2011 den Lehrstuhl für Slavische Philologie (Sprachwissenschaft) innehatte.
1992 wurde er zum Korrespondierenden Mitglied der Kroatischen Akademie der Wissenschaften und Künste gewählt, 1994 zum Mitglied der Akademie gemeinnütziger Wissenschaften zu Erfurt sowie 2011 zum Mitglied der Braunschweigischen Wissenschaftlichen Gesellschaft. Seit dem 9. Februar 1996 ist er Ordentliches Mitglied der Philologisch-Historischen Klasse der Akademie der Wissenschaften zu Göttingen. Vom 1. April 2006 bis zum 31. März 2012 war er Vorsitzender dieser Klasse und Vizepräsident der Akademie. Am 28. Oktober 2010 wurde er vom Institut für russische Sprache der Russischen Akademie der Wissenschaften in Moskau zum Dr. h.c. ernannt. Am 19. April 2012 verlieh ihm die Staatliche Universität Kasan den Grad eines Dr. h.c. Im Sommersemester 2011 war er Gastprofessor an der Universität Incheon (Korea), wo er Studenten der Germanistik unterrichtete. Am 14. April 2022 ernannte ihn die Saint-Petersburg University of Management Technologies and Economics zum Professor ehrenhalber. Am 2. Juni 2022 wählte ihn die Generalversammlung der Russischen Akademie der Wissenschaften zum ausländischen Mitglied.
Seit 1983 war Lehfeldt Mitherausgeber der Zeitschrift Russian Linguistics, von 1993 bis 2006 deren leitender Mitherausgeber und Hauptredakteur.
Hauptarbeitsgebiete: Vergleichende Morphologie der slavischen Sprachen; diachrone und synchrone Akzentologie der slavischen Sprachen; Morphosyntax des Russischen; Geschichte der russischen und der serbokroatischen Sprache; Quantitative Phonologie; Sprachtypologie, Wissenschaftsgeschichte. Seit dem Jahr 2011 beteiligt er sich auf Einladung der St. Petersburger Filiale des Archivs der Russländischen Akademie der Wissenschaft vorwiegend an der Erschließung und der Erforschung des äußerst umfangreichen wissenschaftlichen Nachlasses des Arztes und Naturforschers Daniel Gottlieb Messerschmidt (1675–1735), der auf Einladung und Anordnung Zar Peters I. von 1720 bis 1727 die erste große Forschungsexpedition durch Sibirien unternahm. Zu diesem Forschungsgebiet hat er zahlreiche Aufsätze und Abhandlungen veröffentlicht. Eine Biographie D. G. Messerschmidts erschien im April 2023.

## Veröffentlichungen (in Auswahl)
- Das serbokroatische Aljamiado-Schrifttum der bosnisch-hercegovinischen Muslime. Transkriptionsprobleme. Trofenik, München 1969, OCLC 479786800 (Dissertation; eingeschränkte Vorschau in der Google-Buchsuche).
- (zusammen mit Gabriel Altmann) Allgemeine Sprachtypologie – Prinzipien und Meßverfahren. München 1973, ISBN 3-7705-0938-2.
- Formenbildung des russischen Verbs – Versuch einer analytisch-synthetisch-funktionellen Beschreibung der Präsens- und der Präteritumflexion. München 1978, ISBN 3-87690-150-2.
- (zusammen mit Gabriel Altmann) Einführung in die quantitative Phonologie. Bochum 1980, ISBN 3-88339-150-6.
- Eine Sprachlehre von der Hohen Pforte – Ein arabisch-persisch-griechisch-serbisches Gesprächslehrbuch vom Hofe des Sultans aus dem 15. Jahrhundert als Quelle für die Geschichte der serbischen Sprache. Köln 1989, ISBN 3-412-06388-6.
- Einführung in die morphologische Konzeption der slavischen Akzentologie. München 1993 (3. Auflage 2009), ISBN 3-87690-504-4.
- (zusammen mit Peter Schmidt) KONGRUENZ – REKTION – ADJUNKTION. Systematische und historische Untersuchungen zur allgemeinen Morphosyntax und zu den Wortfügungen (slovosočetanija) im Russischen. München 1995, ISBN 3-87690-585-0.
- Einführung in die Sprachwissenschaft für Slavisten. München 1995 (2. Auflage 1996), ISBN 3-87690-606-7.
- Die altrussischen Inschriften des Hildesheimer Enkolpions. Göttingen 1999.
- Eine serbisch-russische Sprachbegegnung vom Anfang des XVI. Jahrhunderts. Göttingen 2000.
- Juraj Ratkaj Velikotaborskis "Kripozti Ferdinanda II." im Vergleich mit ihrer lateinischen Vorlage. Göttingen 2002.
- Sprjaženie ukrainskogo i russkogo glagolov i morfologičeskaja tipologija slavjanskich jazykov. Moskau 2002.
- Akzent und Betonung im Russischen. München 2003 (2006 auch auf Russisch erschienen).
- Akcent i udarenie v sovremennom russkom jazyke. Moskau 2010.
- Carl Friedrich Gauß und die russische Sprache. Berlin 2011.
- (zusammen mit Martin Müller-Wetzel) Abenteuer Schriftdeutsch. Sechs Grammatikfehler: wie sie das Lesen behindern, wie man sie vermeidet. Göttingen 2018.
- Bismarck und die russische Sprache. Berlin 2019.
- (zusammen mit E. Ju. Basargina, S. I. Zenkevič und A. L. Chosroev) Pervyj issledovatel’ Sibiri D. G. Messeršmidt. Pis’ma i dokumenty 1716–1721. Sankt-Petersburg 2019.
- (unter Mitwirkung von Larisa D. Bondar und Michael Knüppel) Daniel Gottlieb Messerschmidt (1685–1735). Der erste Erforscher Sibiriens. Versuch einer Annäherung an einen großen Wissenschaftler (= Abhandlungen der Niedersächsischen Akademie der Wissenschaften zu Göttingen. Neue Folge. Band 54, ISSN 2940-746X). Universitätsverlag Göttingen, Göttingen 2023, ISBN 978-3-86395-565-6, doi:10.17875/gup2023-2306 (uni-goettingen.de).